# Barghausen
Barghausen war ein kleines und bereits im 14. Jahrhundert wüst gewordenes Dorf in der heutigen Gemarkung von Simmershausen, einem Ortsteil der Gemeinde Fuldatal im nordhessischen Landkreis Kassel.  
Der Ort, westlich der Fulda und nordöstlich von Kassel, wurde im Jahre 1313 erstmals erwähnt, wird aber 1373 bereits als verlassen bezeichnet. Das Dorf war plessisches Lehen der Herren Groppe von Gudenburg.  Seine genaue Lage ist unbekannt, aber der 1539 im Kasseler Salbuch in der Gemarkung Simmershausen in der Richtung nach Frommershausen erwähnte Flurname Berxhausen deutet darauf hin, dass der Ort hier lag.
Koordinaten: 51° 22′ 13″ N, 9° 30′ 13″ O